# شوهي ساساهارا
شوهي ساساهارا (باليابانية: 笹原 脩平) (22 نوفمبر 1996 في كاغوشيما في اليابان – )؛ هو لاعب كرة قدم سابق كان يلعب كمدافع.

## وصلات خارجية
- شوهي ساساهارا على موقع رابطة كرة القدم اليابانية للمحترفين (اليابانية)
- شوهي ساساهارا على موقع قاعدة بيانات كرة القدم.إي يو (الإنجليزية)
- شوهي ساساهارا على موقع Soccerway.com (الإنجليزية)
- شوهي ساساهارا على موقع عالم كرة القدم.نت (الإنجليزية)